# Ivanov (dramma)
Ivanov (in russo Иванов, Драма в четырех действиях?, Ivanov, Drama v četyreh dejstviâh) è un dramma in quattro atti composto nel 1887 dal drammaturgo russo Anton Čechov; è la prima opera teatrale composta da Čechov.

## Storia
Ivanov fu rappresentato per la prima volta nel novembre 1887, dopo che Fëdor Korš, proprietario dell'omonimo teatro di Mosca, aveva commissionato a Čechov una commedia. Čechov rispose con un dramma in quattro atti scritto in appena dieci giorni. La prima rappresentazione fu un insuccesso, soprattutto per responsabilità degli attori; in una lettera al fratello Aleksandr, Anton Čechov scrisse che non riconosceva la rappresentazione come opera propria, che gli attori non conoscevano la loro parte e che sembrava dicessero parole prive di senso.
Irritato dal cattivo risultato, Čechov fece delle radicali modifiche al dramma. Di conseguenza la versione finale è diversa da quella della prima rappresentazione. L'Ivanov revisionato fu rappresentato al Teatro Aleksandrinskij di San Pietroburgo nel gennaio del 1889. La nuova versione di Čechov ebbe un successo che si è mantenuto nel tempo; l'opera è interessante anche nello svolgimento dell'arte čechoviana in quanto in questa opera di esordio sono già presenti le peculiarità stilistiche e i temi caratteristici dei capolavori teatrali successivi.

## Personaggi
- Nikolaj Alekseevič Ivanov - un funzionario statale preoccupato per le sue proprietà terriere. Čechov lo dipinge come un intellettuale appartenente alla classe sociale superiore, afflitto da una forma di depressione che lo spinge a lamentarsi senza tregua.
- Anna Petrovna (nome da nubile: Sara Abramson), moglie di Nikolaj Ivanov da 5 anni; affetta da tubercolosi, sia pure senza saperlo. Per sposare Ivanov ha abbandonato la religione ebraica e si è convertita alla Chiesa ortodossa.
- Pavel Kirillyč Lebedev - presidente del consiglio di distretto rurale. Confidente e buon amico di Ivanov.
- Zinaida Savisna - moglie di Pavel Lebedev. Ha prestato a Ivanov una grande somma di danaro.
- Sasha - la figlia ventenne dei Lebedev. Era stata innamorata di Ivanov in passato, ma Ivanov le aveva preferito Anna.
- Evgenij Kostantinovic L'vov - un giovane medico, onesto e saggio.
- Conte Matvej Semenovič Sabelskij - lo zio materno di Ivanov, un vecchio gaudente.
- Marta Egorovna Babakina - giovane vedova, figlia di un ricco uomo d'affari e proprietario di un appezzamento di terreno; ha una relazione col conte.
- Michail Michàjlovic Borkin - lontano parente di Ivanov e amministratore delle sue proprietà.
- Dmitrij Nikitič Kosych - un funzionario delle imposte indirette.
- Audotja Nazarovna - una donna anziana.

## Trama
Primo atto. Il dramma racconta la storia di Nikolaj Ivanov. Ivanov è sposato da cinque anni con Anna Petrovna che attualmente è molto malata. La proprietà di Ivanov è amministrata da un lontano parente, Michail Borkin, un tipo sempre pronto a dichiarare agli altri di poterli aiutare a guadagnare danaro. Il dottore L'vov, un uomo onesto, come peraltro viene ricordato spesso dagli altri personaggi nel corso della rappresentazione, informa Ivanov che la moglie sta morendo per la tubercolosi e che avrebbe bisogno di trascorrere un periodo di riposo in Crimea. Sfortunatamente Ivanov non è in grado di affrontare una spesa del genere in quanto deve restituire 9000 rubli a Zinaida Savisna. Molti personaggi rimproverano Ivanov rammentando che sta trascorrendo troppo tempo nella casa di Pavel Lebedev invece di assistere la moglie ammalata. Alla fine dell'atto, Ivanov parte per recarsi nuovamente dai Lebedev, seguito da Anna e dal dottor L'vov.
Il Secondo atto si svolge a casa dei Lebedev dove è in corso un ricevimento. Alcuni personaggi fanno pettegolezzi su Ivanov: dicono che ha sposato Anna solo per la sua grande dote, e che quando lei lo sposò si convertì dall'Ebraismo alla Chiesa ortodossa russa e che per questo venne ripudiata dai suoi. Ivanov sembra stia corteggiando Sasha, la figlia dei Lebedev. L'atto si chiude con i due, Ivanov e Sasha, che si baciano mentre Anna, che osserva la scena non vista, sviene.
Nel Terzo atto assistiamo a un certo numero di conversazioni tra Ivanov e gli altri personaggi. L'argomento del colloquio con Lebedev è il danaro, quello del colloquio col dottor L'vov è la salute di Anna. L'atto si conclude con una scenata di Anna, allorché vede Ivanov e Sasha conversare (malgrado i due stessero conversando del più e del meno), e con l'irritazione di Ivanov, che si lascia sfuggire come Anna non abbia molto tempo da vivere (cosa che Anna ignorava).
Il Quarto atto si svolge un anno dopo. Anna è morta, e Ivanov e Sasha stanno per sposarsi. Quando il matrimonio sta per cominciare, il dottor L'vov dichiara che Ivanov vuol sposare Sasha soprattutto per la dote: lo insulta e gli dà del mascalzone. Ivanov estrae una pistola, ma Sasha interviene. Ivanov se ne va. Poco dopo si sente uno sparo dietro le quinte. Il dramma finisce.

## Traduzioni italiane
- Anton Čechov, Ivanov: dramma in quattro atti. Prima traduzione dal russo con introduzione di Carlo Grabher. Firenze: Vallecchi, 1923
- Anton Cechov, Ivanov e Il Liescii; traduzione di Laura Simoni Malavasi, Collezione Biblioteca Universale Rizzoli 1592-1595, Milano: Rizzoli, 1960
- Anton Čechov, Ivanov. Prefazione e traduzione di Vittorio Strada. Torino: Einaudi, 1969

## Interpreti italiani
Tra i grandi interpreti italiani del dramma di Čechov sono da ricordare Enrico Maria Salerno, diretto nel 1956 da Mario Ferrero (regista), e Gabriele Lavia, diretto nella stagione 1995-96 da Marco Sciaccaluga. Entrambi gli spettacoli furono prodotti dal Teatro stabile di Genova.
Segue nella stagione teatrale italiana del 1982 l'Ivanov Carlo Cecchi che oltre ad essere innovativo nell'interpretare il personaggio cura la regia del suo nuovo adattamento di Ivanov, prodotto dal Teatro Niccolini di Firenze per il debutto, con ben diciassette attori, nel Festival dei Due Mondi di Spoleto al teatro Caio Melisso (luglio 1982).